# آرامه خنده‌دار
آرامهٔ خنده‌دار (comic relief) نوعی فن نمایشی در سوگنامه است که برای فراغت تماشاگر و تغییر فضا از حالت جدی به کمدی کاربرد دارد.
آرامه خنده‌دار معمولاً حالت یک صحنه خنده‌دار، شخصیت شوخ، یا یک گفتگوی فکاهی را دارد. شخصیت شوخ که شخصیتی جانبی است در این آرامه، با سخنانی، وضعیت خنده‌آوری که قهرمان داستان در آن گرفتار آمده را به شوخی می‌گیرد و بیان می‌کند.
برای نمونه در دو فیلم اول جیمز باند که راجر مور در آن‌ها بازی می‌کرد، «کلانتر جی.وی پپر» نقش ایجادکننده صحنه‌های آرامه خنده‌دار را دارد.